# Isopropanolo deidrogenasi (NADP+)
La isopropanolo deidrogenasi (NADP+) è un enzima appartenente alla classe delle ossidoreduttasi, che catalizza la seguente reazione:
propano-2-olo + NADP+ ⇄ acetone + NADPH + H+
L'enzima agisce anche su altri alcoli secondari e, più lentamente, su alcoli primari.